# Astrid Carolina Hummel
Astrid Carolina Hummel (Rosario, 1 de diciembre de 1967) es una abogada y política argentina, que desde 2017 se desempeña como Diputada de la Nación por la Provincia de Santa Fe, del partido Propuesta Republicana en el interbloque Juntos por el Cambio.
En la Cámara de Diputados ejerció las funciones de Secretaria de la Comisión de Población y  Desarrollo Humano. Integró también como Vocal las Comisiones de Prevención de Adicciones y Control del Narcotráfico, Asuntos Cooperativos, Mutuales y de Org. No Gubernamentales, Ciencia, Tecnología e Innovación Productiva, Cultura, Discapacidad y Previsión y Seguridad Social. También llevó adelante la Presidencia del Grupo Parlamentario de Amistad con Singapur.

## Biografía
Nació el 1 de diciembre de 1967 en la ciudad de Rosario, Provincia de Santa Fe. Se recibió de Abogada en 1991 se graduó en la Universidad Nacional de Rosario. [cita requerida]
Ocupó el cuarto lugar en la lista a Diputados Nacionales de la Provincia de Santa Fe en el Año 2015 por el partido político Propuesta Republicana dentro de la coalición Cambiemos. En 2016 fue designada por el Poder Ejecutivo Nacional ejerciendo el cargo de Directora Nacional de INAES - Instituto Nacional de Economía Social, dentro del organigrama del Ministerio de Desarrollo Social de la Nación.
En 2017 asumió su banca de Diputada Nacional por la provincia de Santa Fe, perteneciendo al Bloque Pro, dentro del Interbloque Cambiemos.
En 2019 fue nombrada como Coordinadora Política Pro Mujeres Región Centro, que incluye a las provincias Santa Fe, Córdoba y La Pampa.
Vive en Rosario y tiene un hijo.